# Tupperware
Tupperware is de merknaam van een productlijn van voornamelijk kunststofproducten voor huishoudelijk gebruik. Tupperwareproducten worden geproduceerd door de Tupperware Brands Corporation, een multinational met vestigingen over de hele wereld. De Tupperwarefabriek voor de Benelux-landen bevond zich in Aalst. 

## Geschiedenis
Tupperware werd ontwikkeld in 1946 door Earl Tupper in de Verenigde Staten. Het betrof kunststof bakjes waarin voedsel luchtdicht kon worden bewaard.
De firma Tupperware gebruikte als verkoopstrategie huisvrouwenbijeenkomsten ten huize van een van hen, de zogenaamde tupperwareparty. Dit is een vorm van multi-level marketing. Brownie Wise (1913-1992), een voormalig verkoopagente, ontwikkelde deze strategie. Begin jaren 1950 nam de verkoop en populariteit enorm toe. In 1958 werd Wise ontslagen door Earl Tupper vanwege een meningsverschil over de bedrijfsactiviteiten.
Tupperware breidde in de jaren 1960 de activiteiten uit naar Europa en vervolgens over de rest van de wereld. Tupperware wordt anno 2016 verkocht in bijna 100 landen. Tupperware Nederland heeft op 26 februari 2021 bekendgemaakt de verkoop te stoppen in Nederland per 1 maart 2021. Ook de Tupperware-party's zijn verleden tijd.
In september 2024 vroeg Tupperware het faillissement aan in de Verenigde Staten. Een maand later werd het overgenomen door geldschieters van het bedrijf.
De tupperwarefabriek in Aalst paste niet meer in het beleid van de nieuwe eigenaars en werd na 63 jaar op 8 januari 2025 gesloten.

## Tupperware-party

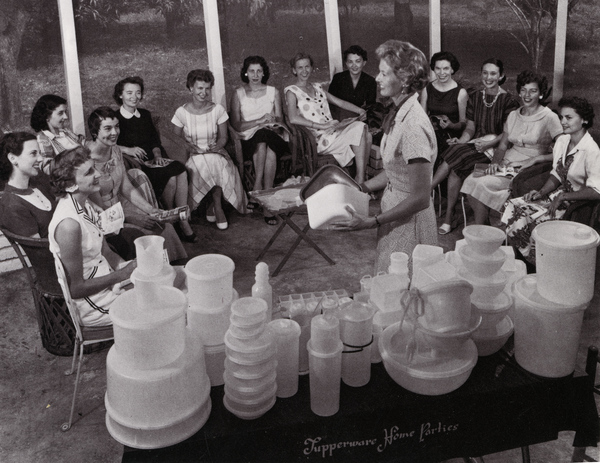
Tupperware-party in 1958

Een Tupperware-party is een verkoopdemonstratie waarbij een Tupperware-consulent uitleg geeft over de producten uit de catalogus in het huis van een gastheer (of -vrouw) die vrienden, familie en buren te gast heeft. Afhankelijk van de hoogte van de omzet ontvangt de gastheer als beloning gratis producten. Ook eventuele vervolgafspraken bij gasten om een demo te geven worden beloond met gratis producten. De gastheer kan ook kiezen voor een zogenoemde kookstudio in plaats van de traditionele party. Tijdens deze kookstudio gaan de potentiële kopers zelf aan de slag met de Tupperware-producten.
Voor de verkoop wordt in sommige landen ook gebruikgemaakt van kiosken in winkelcentra of kunnen producten online worden gekocht.

## Producten
Tupperware is vooral bekend van de kunststof kommen, schalen en bakjes. Na een daling van de verkoopcijfers in het midden van de jaren 1990 heeft het bedrijf nieuwe producten ontwikkeld. Er werden ook roestvrijstalen kookgerei en keukenmessen verkocht. Zelfs aanbiedingen op geheel ander vlak, zoals badkamerartikelen en kaarsen komen voor.
In Europa worden voornamelijk de voedselgerelateerde tupperwareproducten verkocht. In Amerika en Australië heeft de firma Tupperware Brands Corporation ook meerdere eigen merken voor persoonlijke verzorging.

## Consulenten
De verkopers die bij Tupperware consulent worden genoemd, zijn niet in dienst bij het bedrijf maar werken als freelancer. Hun inkomsten bestaan uit commissie op de verkoop en allerhande cadeaus, zowel tupperware als non-tupperware. Ook organiseert het bedrijf massabijeenkomsten voor consulenten. Op deze bijeenkomsten worden de consulenten die goed gepresteerd hebben in het zonnetje gezet. Daarnaast organiseert Tupperware reizen als premie voor consulenten die een bepaalde doelstelling gehaald hebben.
Tupperware kent bij de verkoop van zijn producten een multi-level marketing; voor de beste presteerders zijn er doorgroeimogelijkheden. Consulenten kunnen zich opwerken tot leaderconsulent, unitmanager, prominent manager, teamleider en uiteindelijk distributeur.

## Fotogalerij

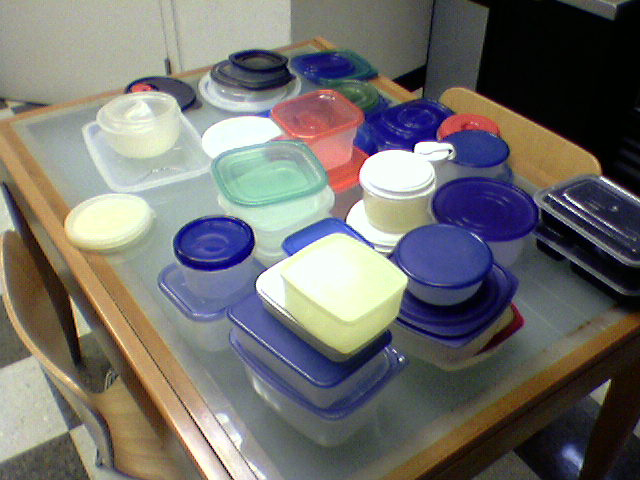
Tupperware
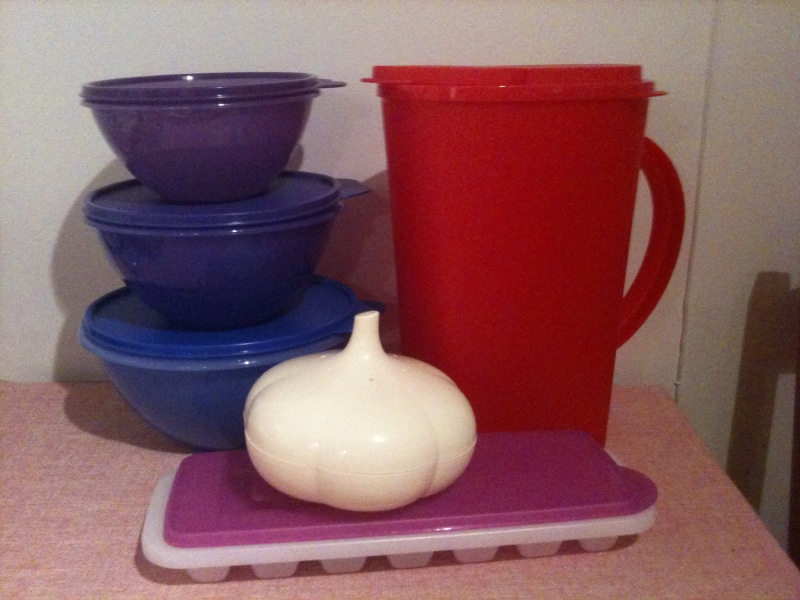
Tupperware
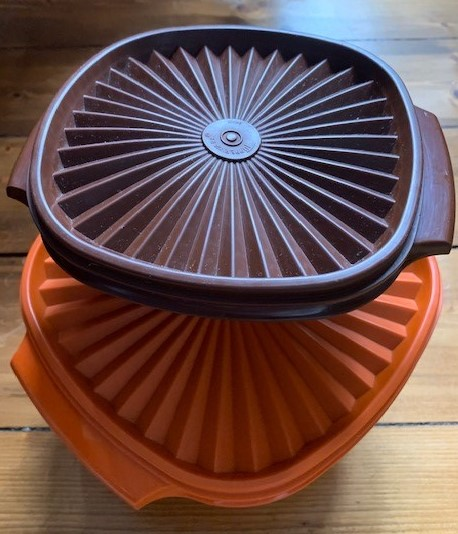
Tupperware
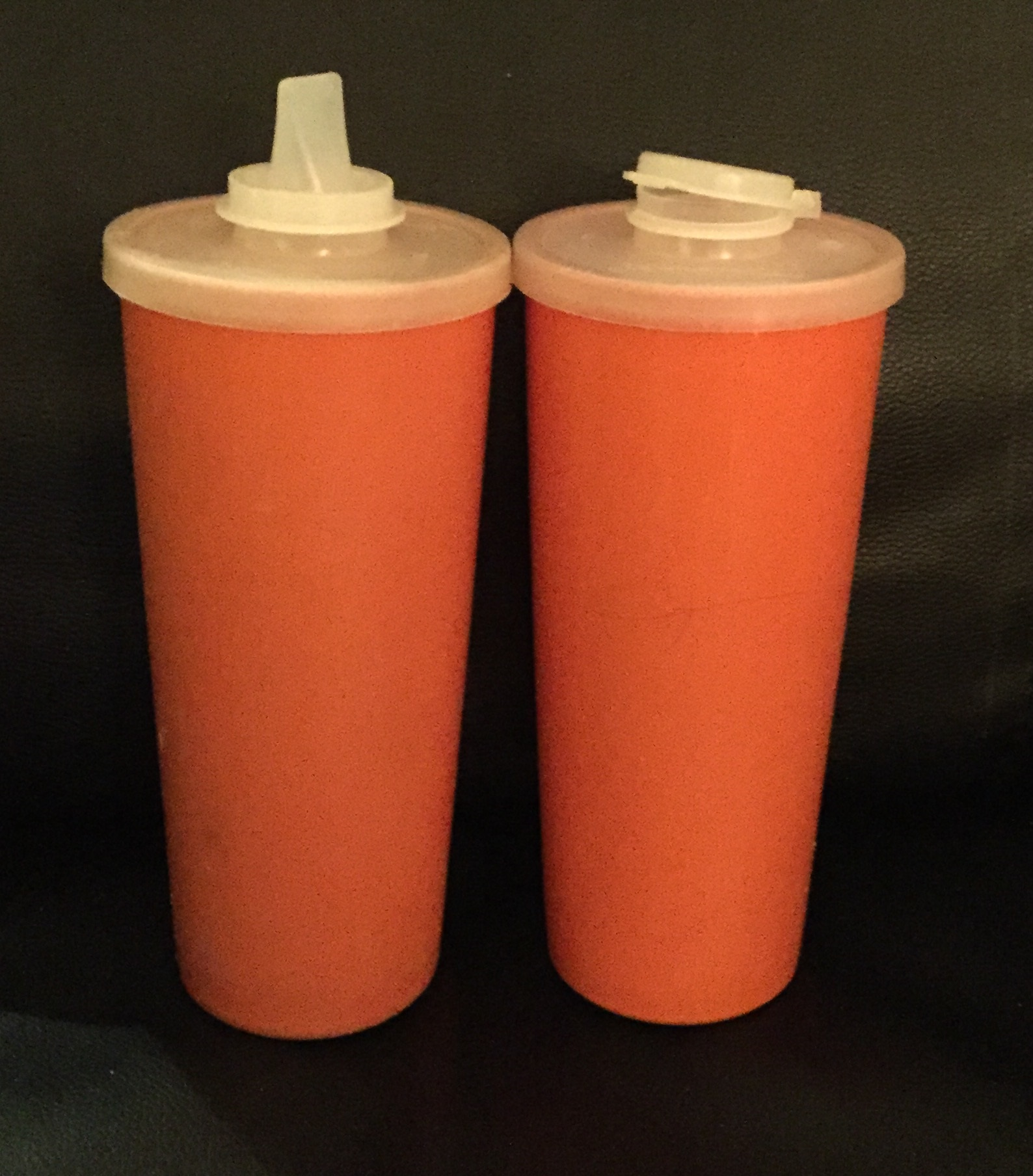
Tupperware
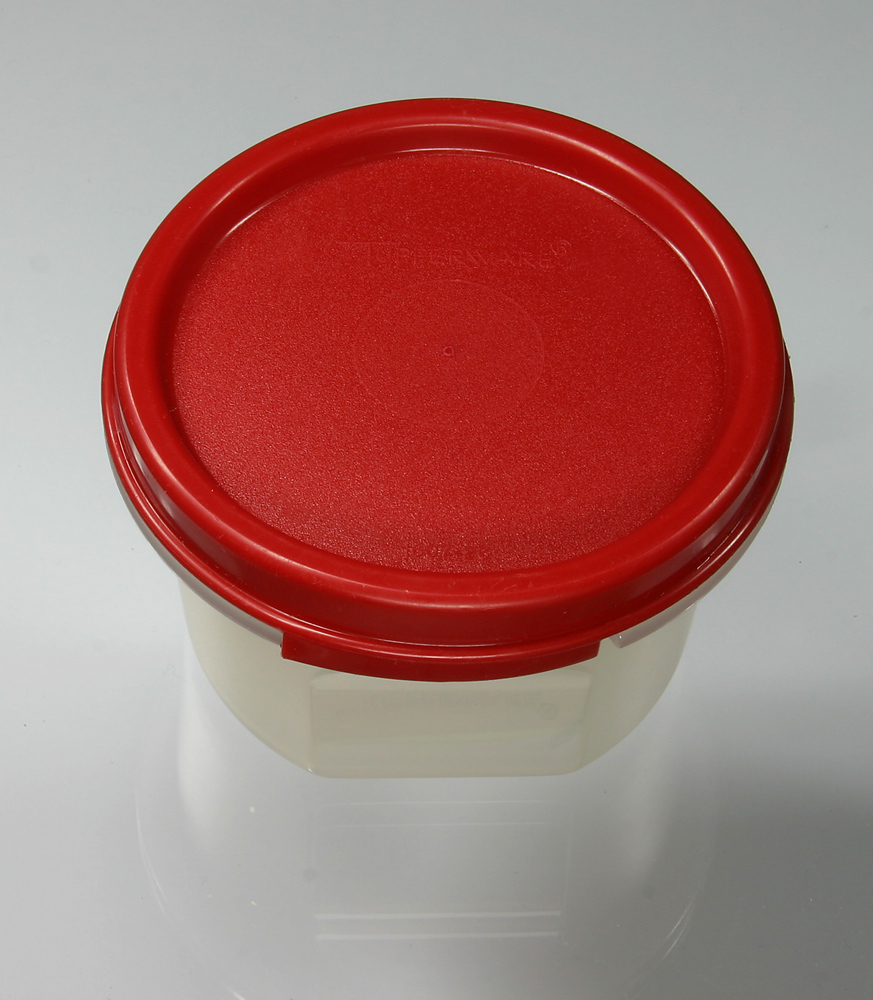
Een Tupperwarebakje